# Coleophora preisseckeri
Coleophora preisseckeri — вид лускокрилих комах родини чохликових молей (Coleophoridae).

## Поширення
Вид поширений в Південній та Східній Європі.